# Straze

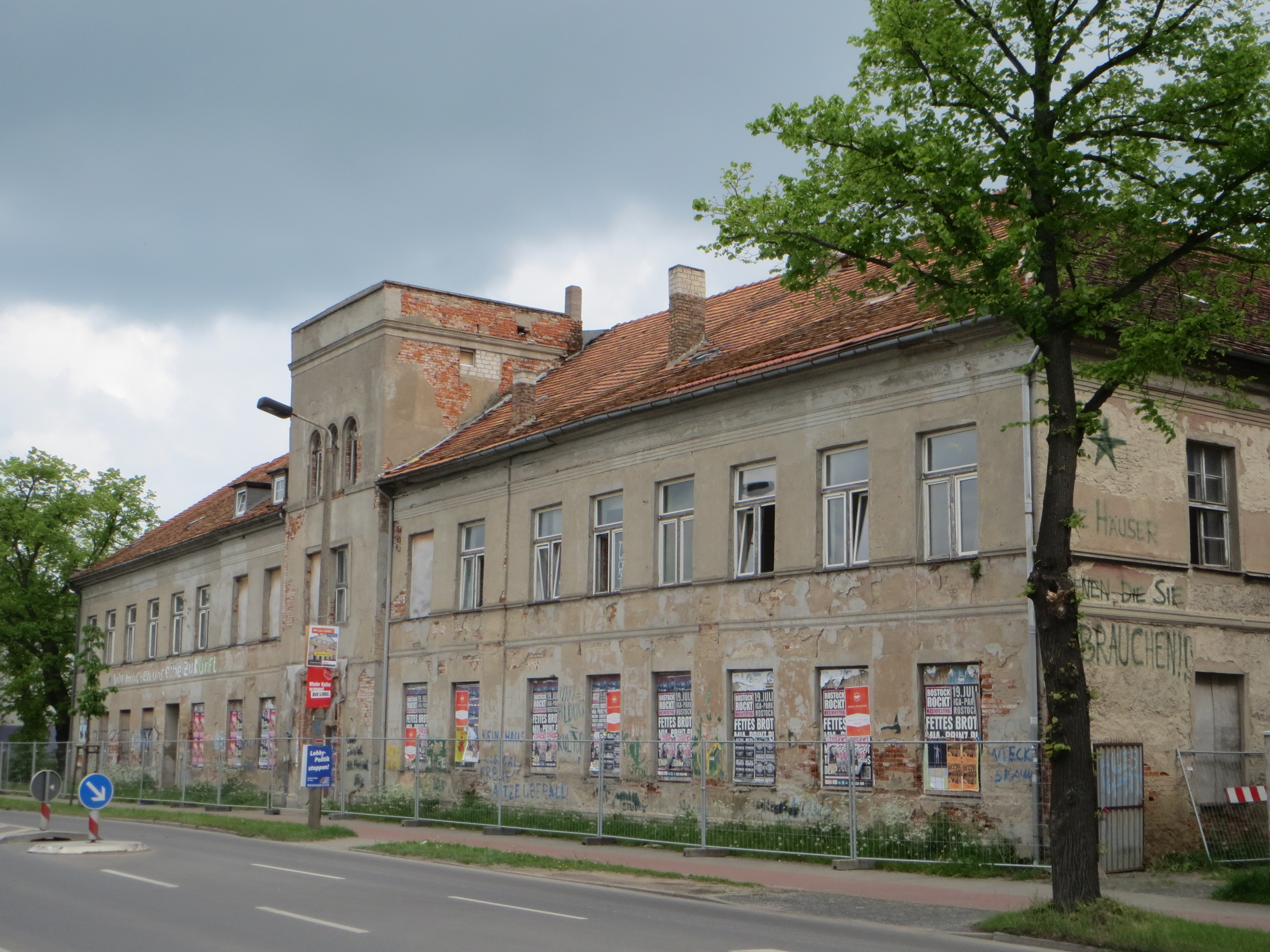
Straze (Mai 2014)

Die Straze (Eigenschreibweise STRAZE für „Stralsunder Straße Zehn/Elf“) ist ein Kultur- und Initiativenhaus im Greifswalder Stadtteil Steinbeckervorstadt.

## Geschichte des Hauses
Das in den Jahren 1846 bis 1849 erbaute Gesellschaftshaus „Zum Greif“ steht unter Denkmalschutz. Das Gebäude ist die älteste erhaltene Spielstätte des Greifswalder Konzert- und Theaterwesens. Im Südflügel befindet sich der letzte erhaltene Emporensaal aus der Zeit des Spätklassizismus in Greifswald.
Mitte der 1920er Jahre wurde das Grundstück Stralsunder Straße 10/11 von der Universität Greifswald erworben, um Büro- und Wohnräume für ihre Mitarbeiter einzurichten. 1930 bezog das Institut für Entwicklungsmechanik Räume im Haus. Bis 1934 befanden sich im Gebäude unter anderem die Mensa, das Institut für Kirchenmusik und das Zahnärztliche Institut. Bereits im Dezember 1933 wurde im Haus das Institut für menschliche Erblehre und Eugenik unter Leitung von Günther Just eröffnet.
Später wurde im Saal eine Sporthalle eingerichtet. Zuletzt stellte die Universität das Gebäude dem Studententheater und einem Studentenradio zur Verfügung, bevor es 2008 an eine Wohnungsgesellschaft verkauft wurde. Diese beantragte bald darauf den Abriss des Hauses.

## Aktuelle Nutzung
2013 hat die Stralsunder Straße 10 GmbH das Haus erworben und mit der umfassenden, denkmalgerechten Sanierung begonnen. Bei einem ersten Aufruf zu einem freiwilligen Arbeitseinsatz meldeten sich rund 140 Freiwillige, die das Gebäude von grobem Schutt befreiten. Als mit dem ersten Bauabschnitt im August 2016 begonnen wurde, kamen zahlreiche Wandergesellen, die am Projekt mitarbeiteten. Träger des Hauses ist der gemeinnützige Verein Kultur- und Initiativenhaus Greifswald e.V.
Die Sanierungsmaßnahmen werden u. a. aus dem Programm „Nationale Projekte des Städtebaus“ (2014–2017) vom Bundesministerium des Innern, für Bau und Heimat und aus dem Strategiefonds der Landesregierung gefördert.
Die Straze ist Mitglied im Mietshäuser Syndikat.
Der Wohnteil ist das Zuhause von etwa 30 Personen. Im öffentlichen Teil sind Büros kultureller, sozialer, ökologischer und demokratischer Organisationen entstanden, die am 15. Oktober 2020 eröffnet wurden.

## Vereine, Initiativen und Projekte
- Bildungsprojekt verquer
- Bildungsprojekt Qube
- Freiwilligendienst Turbina Pomerania
- GrIStuF
- BÖE e.V. als Träger des Segelschiffes Lovis
- Nähwerkstatt Kabutze
- Druckwerkstatt Druckkammer
- NABU Kreisverband Greifswald
- Greenpeace Greifswald-Stralsund
- Filmclub Casablanca
- Studententheater StuThe